# 惡魔少女
《惡魔少女》，わかつきひかる所著，高階@聖人所繪製的輕小說作品。由Hobby Japan發行。這是到目前為止都專門從事著作言情小說的作者第一部一般向的輕小說。本編全四集之中文版已由台灣東立出版社代理。改編漫畫由作畫。

## 劇情大綱
對自己的長相很有自信的美少女──如月留莉繪，偶然間在深夜裡將梳妝鏡和小鏡子合成對照鏡後，召喚來了從魔界來的──以泰迪熊為模樣的惡魔。
無法返回魔界的惡魔熊以實現留莉繪的願望作為條件，跟她約定在往魔界的入口再次開啟的一禮拜後要再次為他豎立對照鏡，而承諾留莉繪的三個願望是──「健康的身體」「想要與住在隔壁的青梅竹馬・瀧澤僚感情更親膩」「想讓僚看到她赤裸裸的模樣，撫摸她的全身」。
然而在惡魔熊詠唱結束咒語時，留莉繪和僚的肉體和靈魂互換了?!

## 登場人物
如月由莉繪
是擁有「天使的長相，惡魔的性格」，與被周遭的人評論為傲嬌系的美少女。天生患有心臟的瓣膜上有開放性小孔的疾病，時而要承受發作──抵抗會傷害到身體的事，與因為對於只有少許的失敗機率感到害怕，而無法接受手術。
雖然單戀著住在隔壁的青梅竹馬──僚，但是因為自己不敢坦白感情的性格而稍稍被他人敬而遠之。因為如此，在威脅惡魔熊讓他實現三個願望的結果是，與僚的身體互換了?!
瀧澤僚
住在留莉繪家隔壁的青梅竹馬。與留莉繪相比，個性明顯地羞澀。雖然從前和留莉繪的感情融洽，但最近留莉繪一直擺出架子，所以稍微變得敬而遠之。
對於惡魔熊實現留莉繪願望的結果，肉體與留莉繪的互換而得到了女孩子的肉體一事，困惑比高興還要大。
惡魔熊
以泰迪熊為模樣的惡魔。滔滔不絕地說著大阪口音。雖然是因為留莉繪偶然做出對照鏡，而從魔界被召喚而來的，但是因為距往魔界的入口再次開啟還要一禮拜，所以被留莉繪以半威脅的形式實現願望。他說；「將留莉繪與僚的肉體互換，就能將留莉繪的願望一次達成。」
藤宮沙希
留莉繪的同班同學，是櫻井坂高中的偶像。在男同學之間很受歡迎，但是當事人卻是擁有百合傾向的人。深深愛慕著變了個人似地個性變得害羞的留莉繪﹝僚﹞，強迫留莉繪﹝僚﹞要和她之間變得相親相愛。
岡下留香
留莉繪她們的學姊，相當男性化的少女。被學妹們稱為「奧斯卡」，自豪很歡迎。與沙希一度絕交，但後來破鏡重圓，兩個一起宛如寶塚歌劇般開始唱歌，出發前往另一個世界了。
花村勇作
從義大利回來的歸國子女。因為長的帥又擅長足球，所以轉學後立刻受到女學生們的歡迎，但是卻有對異姓花言巧語的輕浮個性。
古泉麻子
保健老師。對自己的容貌一點自信都沒有，認為曾經遭到騙婚也是那個原因。興趣是研究超自然現象，想要藉著綁架和威脅惡魔熊來使自己受到歡迎...

## 已出版小說一覽
- 惡魔少女（AKUMAで少女）

ISBN 9784894255913 (日文) ISBN 9789861010694 (中文)
發售日:2007年8月1日初版 (日文)     2008年 1月3日初版 (中文)
- 惡魔少女 - 帶來風暴的轉學生（AKUMAで少女-嵐を呼ぶ転校生）

ISBN 9784894256330 (日文) ISBN  9789861017105 (中文)
發售日:2007年12月1日初版 (日文)     2008年 5月8日初版 (中文)
- 惡魔少女 - 有鬼上身（AKUMAで少女 AKUMAで少女 -憑かれてぽよん-）

ISBN 9784894256873 (日文) ISBN 9789861025216(中文)
發售日:2008年4月1日初版 (日文)    2008年 10月14日初版 (中文)
- 惡魔少女 - 惡魔國的公主（AKUMAで少女-悪魔の国のお姫様）

ISBN 9784894257436 (日文) ISBN 9789861030296(中文)
發售日:2008年8月1日出版 (日文)2008年 12月31日出版 (中文)

## 漫畫化作品
『キャラの!』（Hobby Japan）從2008年5月號開始連載。作畫者──蒼月忍。

## 相關項目
- 跨性別
- 性別轉換

## 外部連結
- HJ文庫・第一集作品介紹 （页面存档备份，存于） - HJ文庫・第二集作品介紹 （页面存档备份，存于）
- 東立版・第一集作品介紹
- HJ文庫・作品介紹 （页面存档备份，存于）
- 若月 光的home page （页面存档备份，存于）